# (38248) 1999 QX
1999 QX (asteroide 38248) é um asteroide da cintura principal. Possui uma excentricidade de 0.09477630 e uma inclinação de 4.14036º.
Este asteroide foi descoberto no dia 17 de agosto de 1999 por Spacewatch em Kitt Peak.